# Alfred Stevens (skulptör)

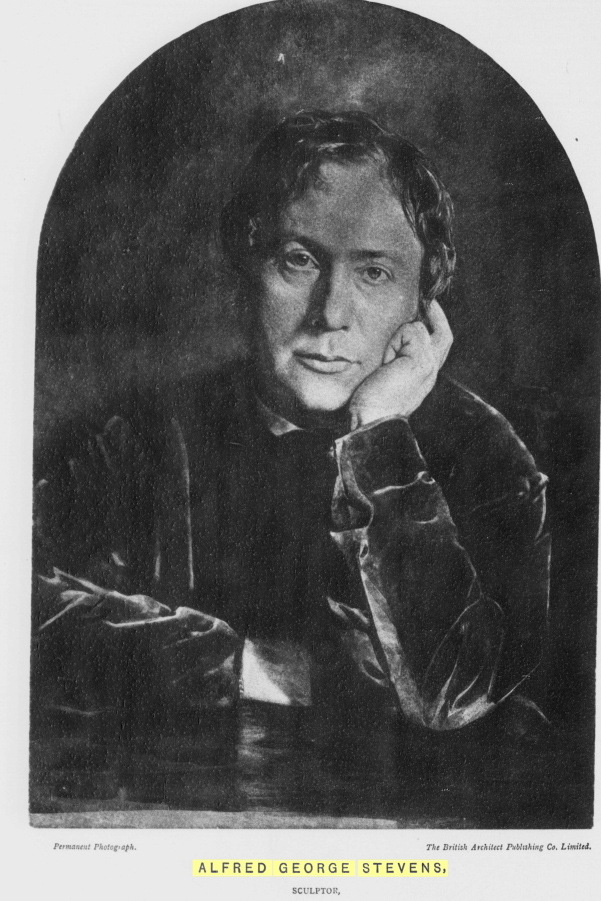
Alfred Stevens.

Alfred George Stevens, född den 30 december 1817 i Blandford i Dorset, död den 1 maj 1875 i London, var en engelsk konstnär.
Stevens väckte som barn uppseende genom de porträtt han tecknade. Han sändes 1833 till Italien, gjorde där utmärkta kopior efter gamla mästares målningar och var 1841–1842 elev till Thorvaldsen i Rom. Stevens utbildade sig inom olika områden, visade under sin hela verksamhet en märklig mångsidighet, var skulptör, målare, arkitekt och dekoratör. Åren 1850–1852 var han lärare vid konstskolan i Sheffield. Sitt rykte vann han framför allt genom sin skiss till gravmonument över Wellington för Sankt Paulskatedralen, som segrade vid tävlingen 1856. Det är ett ståtligt väggmonument i italiensk senrenässans med en baldakin, buren av korintiska kolonner, över sarkofagen med den dödes bild. Bland detaljer märks grupperna Sanningen och Tapperheten (monumentet var inte helt fullbordat vid Stevens död). Bland Stevens övriga skulpturverk märkes plastisk dekoration i Dorchester House, en praktfull spis med nakna kvinnliga, sittande karyatider (1872, gipsmodell i South Kensingtonmuseet), sittande lejon utanför British Museum med flera. Han utförde ritningar till rumsinredning i Parlamentshuset, British Museum med mera, gjorde skisser till dekorativa målningar i Sankt Paulskatedralens kupol (delvis utförda) och kartong till mosaik (de fyra profeterna) för samma kyrka. Stevens är väl representerad i Tategalleriet med en stor samling skisser, med oljemålningar (bland annat porträtt) och storstilade teckningar (aktstudier). Han intog en framstående plats bland Englands konstnärer under 1800-talet. 